# Ƣ
La lettera Ƣ (in minuscolo: ƣ) è una lettera dell'alfabeto latino, attualmente non più utilizzata da nessuna lingua. Era usata soprattutto dagli alfabeti delle lingue turche, come quello azero o quello tataro nella versione ortografica Jaᶇalif.

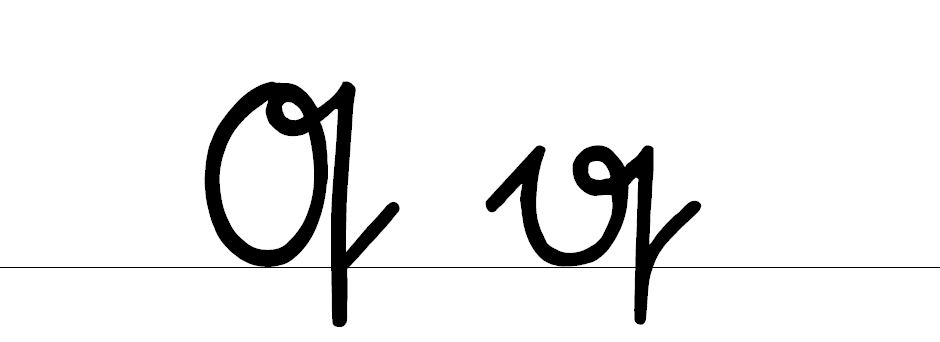
Lettere Q e q in Sütterlin.

Deriva da una forma manoscritta della lettera minuscola Latina q. La lettera minuscola è basata su quella maiuscola.
In ordine alfabetico è posta fra la G e la H.

## Sostituzioni moderne
- Azero: Ğ, ğ
- Baschiro: Ғ, ғ
- Kazako: Ғ, ғ
- Sacha: Ҕ, ҕ
- Uiguro: غ (Arabo), Ғ, ғ (Cirillico), Gh, gh (Latino)
- Uzbeco: Gʻ, gʻ
- Tagico: Ғ, ғ
- Tataro: Г, г (Cirillico), Ğ, ğ (Latino)

## Unicode
La lettera Ƣ maiuscola è codificata nel Latin Extended-B block  come U+01A2 mentre la lettera minuscola ƣ è codificata come U+01A3. I nomi assegnati "LETTERA LATINA MAIUSCOLA OI" e "LETTERA LATINA MINUSCOLA OI" sono indicati dal consorzio Unicode come errori, in quanto la lettera gha non è correlata alle lettere O ed I.